# يونينلاجيا
الأونينلاغيا (مشتقة من كلمة بلغة مابودونغون وتعني «نصف طائر») (الاسم العلمي:†Unenlagia) هي جنس منقرض من الديناصورات وحشية الأرجل تتبع فصيلة الأونينلاغات من أصنوفة العظايا الراكضة الحقيقية التي عاشت في أمريكا الجنوبية خلال فترة الطباشيري المتأخر. تم تعيين جنس الأونينلاغيا بالإستناد على عينات نوعين: الأونينلاغيا الكوماهوية وهو النوع الذي وصفه Novas and Puerta في عام 1997، والأونينلاغيا الباينملية، الذي وصفه Calvo et al. في عام 2004. عثر على أحفورات هذا الحيوان في الطبقات الجيولوجية للعصر الطباشيري المتأخر (منذ 100 - 65 مليون سنة) في منطقة «نوكين» بالأرجنتين. وقد وصف حتى الآن نوعان من هذا النوع: «الأونينلاغيا الكوماهوية» الذي وصف علميا عام 1997 على أساس أجزاء هيكل عظمي متحجر بدون رأس، ثم عثر عام 2004 على بعض عظام متحجرة لنوع آخر سمي «الأونينلاغيا الباينملية».
من المحتمل أن كان ديناصورا ذي ريش حيث له صفات عديدة مشابهة لصفات الطيور، ولذلك فقد اعتبر أولا أنه من رتبة الطيور. ولكن الباحثان «نوريل» و«ماكوفيكي» (1999) وجدا فيه صفات لجنس العظاءة الراكضة أحد أجناس الديناصورات. وحاليا يصنف العلماء اليونينلاجيا على أنه من أحد تحت فصائل العظايا الراكضة تسمى «الأونينلاغاوات» التي عاشت في القارة القديمة الجنوبية خلال العصور الجيولوجية القديمة. وفي عام 2005 مال مانكوفيكي ومجموعة الباحثين التي تعمل تحت اشرافه إلى اعتبار أن اليونينلاجيا ما هي إلا جنس «نيوكينرابتور». – كما يعضد هذا التخمين عدة باحثون آخرون.

## صفـــــاته

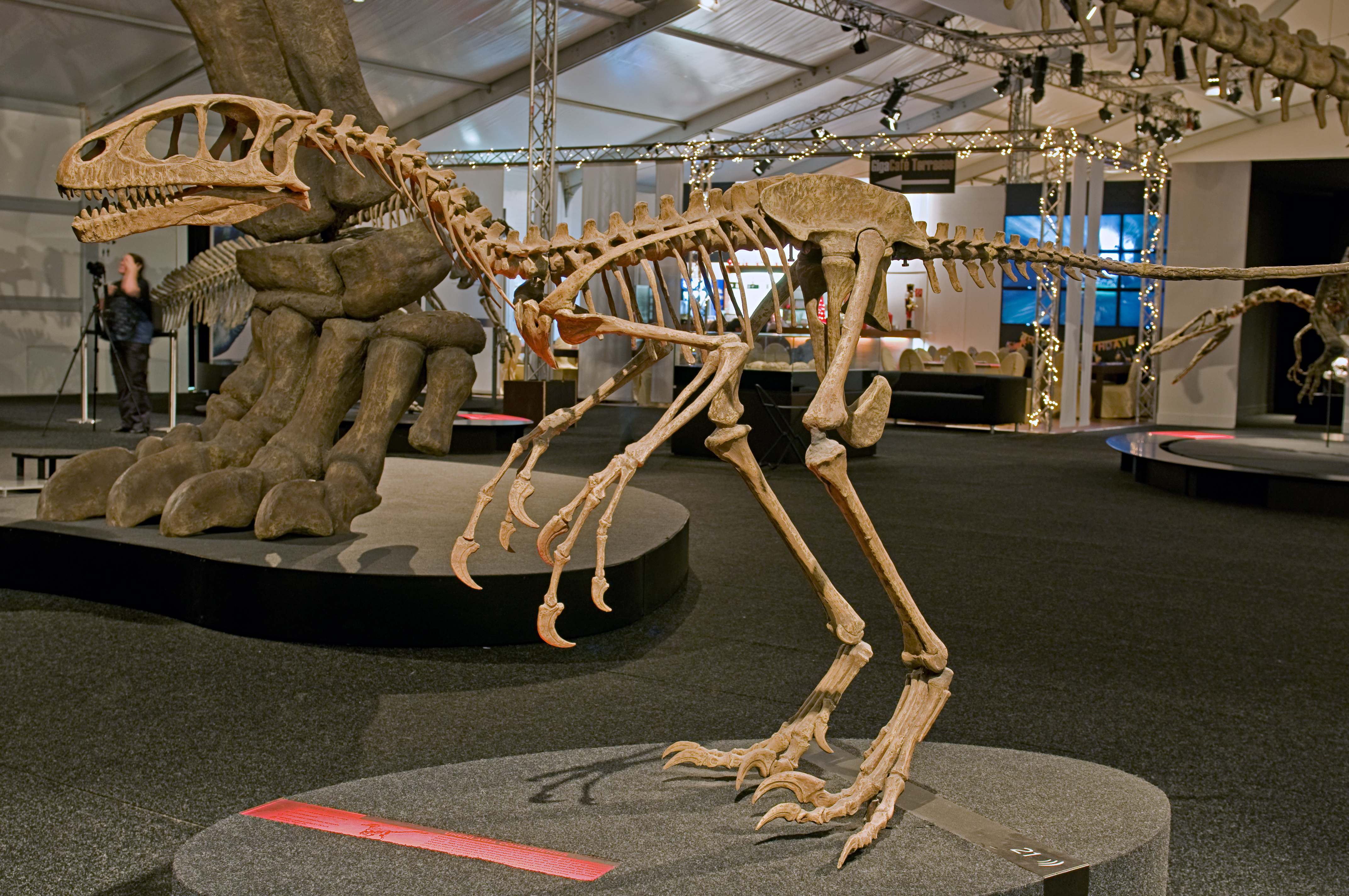
هيكل مصبوب يحاكي Unenlagia comahuensis

كان اليونينلاجيا أحد الدروميوصوريات المتوسطة الحجم، فيقدر طوله بنحو 2 متر ويبلغ وزنه نحو 105 كيلوجرام. وتبلغ طول عظمة الفخذ لعينتة المتحجرة - وهي إحدى الصفات الهامة في التصنيف - نحو 38 سنتيمتر.
تتشابه كل من اليونينلاجيا والطائر القديم أركيوبتركس في شكل عمة الكتف والعجز والارجلين الخلفيتين. وكما هو الحال عند الطيور فعظام ذراع اليونينلاجيا تبدي تطور لشكل جناح وإمكانية الرفرفة، وذلك على الرغم من أن اليونينلاجيا كان كبير الحجم بالنسبة للمقدرة على الطيران. ولكن يوجد اختلاف في عظام العجز بينه وبين عجز الطيور.
وقد قام الباحث «جورج كافلو» بوصف نوع آخر من اليونينلاجيا أسماه «يونينلاجيا باينيمليلي» عام 2004 وهو مشابه لنوع «اليونينلاجيا كوماهويسيس». ويختلف يونينلاجيا باينيميلي عن يونينلاجيا كوماهويسيس في أن الأول يتميز يعظام أرفع من نظيره واختلاف في شكل عظمة الذراع العلوية، وبعض اختلافات بسيطة أخرى.

## اكتشافه

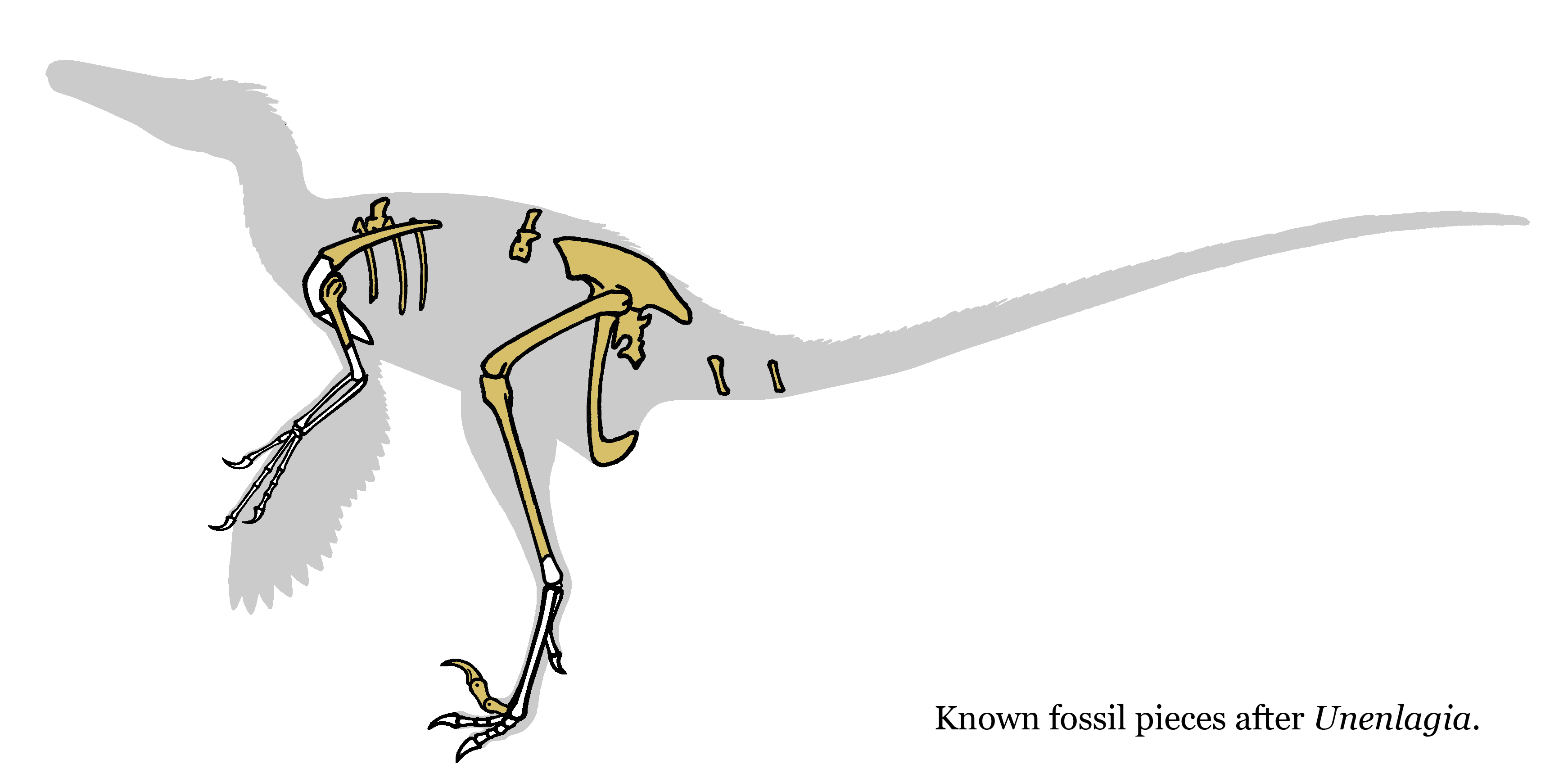
الأجزاء التي عثر عليها لليونينلاجيا (ملونة).

عثر على أول احفورات اليونينلاجيا كوماهويسيس (العينة رقم MCF PVPH 78) في طبقة بورتيزيلو في الأرجنتين. من العصر الطباشيري النتأخر. وتتكون الأحفورات من ثلاث فقرات للظهر هي الفقرة الثامنة والعاشرة والثالثة عشر، وثلاثة ضلوع والعجز واثنين من «عظام الشيفرون» (من عظام الذيل شكلها يشبه حرف Y).
بالإضافة إلى ذلك عثر على عظمة للكتف، وعظمة الذراع العلوي (طوله 27 سنتيمتر)، وعظام العجز وعظام الفخذ وعظمة الساق (طولها 43 سنتيمتر).
ثم اكتشفت له بعض الأحفورات الأخرى عام 2002 في فوتالوجنكو Futalognko، وهي منطقة تكثر فيها بقايا أحفورات تبعد نحو 90 كيلومتر من مدينة نيوكين. ومن ضمن ماعثر عليه عظم الذراع العلوي الأيسر مماثلة، والجزء اليساري من عظمة العجز (تتكون عظمة العجز من 6 أجزاء) وهي أجزاء تعتبر لنفس الحيوان ذاته. وتكون تلك الأجزاء  يونينلاجيا باينيميلي  وهي محفوظة تحت رقم MUCPv-349 . كما عثر في نفس المكان في عام 2003 على احفورات أخرى من ضمنها فقرة ظهر (MUCPv-416) وجزء من العجز (MUCPv-409). وعثر كذلك على أحد عظام القدم (MUCPv-415) ومخلب (MUCPv-343) من منطفة فوتالوجنكو وصنفت على أنها ليونينلاجيا باينيميلي.
أما نوع  اليونينلاجيا كوماهويسيس  فقد عثر عليها الباحثان «نوفاس» و«بويرتا» عام 1997. واستنبط اسم يونينلاجيا من لغة مابودونجون والكلمة تعني «شبه طير» (uñen – „نصف‟ وlag – „طائر‟).
أضيف الاسم الإضافي «باينيميلي» عام 2004 إلى اسم الحيوان تكريما لرئيس قبيلة الهنود الحمر التي تعيش في منطقة الحفريات الشهيرة فوتالوجنكو، واسمه ماكسميليان باينيميلي.